# Вересень 2009
Вересень 2009 — дев'ятий місяць 2009 року, що розпочався у вівторок 1 вересня та закінчився у середу 30 вересня.

## Події
- 8 вересня
  - Склав присягу четвертий президент Гвінеї-Бісау Малам Бакай Санья.
  - У Грузії стався потужний землетрус магнітудою 8, центр землетрусу перебував на глибині 10 км за 155 км на північний захід від Тбілісі в Амбролаурському районі регіону Рача-Лечхумі та Квемо-Сванеті.
- 11 вересня
  - У віці 115 років померла Гертруда Бейнс, найстаріша жінка у світі.
- 13 вересня
  - Референдум щодо незалежності Каталонії в муніципалітеті Ареньш-да-Мун.
- 20 вересня
  - Збірна Іспанії стала переможцем чемпіонату Європи з баскетболу, розгромивши у фіналі збірну Сербії.
- 27 вересня
  - Вибори до Бундестагу.